# Quận Van Wert, Ohio
Quận Van Wert là một quận thuộc tiểu bang Ohio, Hoa Kỳ. Quận lỵ đóng ở Van Wert6. Quận được đặt tên theo Isaac Van Wart trong chiến tranh cách mạng Mỹ.
Dân số theo điều tra năm 2000 của Cục điều tra dân số Hoa Kỳ là 29.659 người.

## Địa lý
Theo Cục điều tra dân số Hoa Kỳ, quận này có diện tích 1063 km2, trong đó có 1 km2 là diện tích mặt nước.

### Các quận giáp ranh
- Quận Paulding (bắc)
- Quận Putnam (đông bắc)
- Quận Allen (đông)
- Quận Auglaize (đông nam)
- Quận Mercer (nam)
- Quận Adams, Indiana (tây nam)
- Quận Allen, Indiana (tây bắc)